# Valerianella umbilicata
Valerianella umbilicata là một loài thực vật có hoa trong họ Kim ngân. Loài này được (Sull. ex A.Gray) Alph.Wood miêu tả khoa học đầu tiên năm 1861.